# Idiogramma comstockii

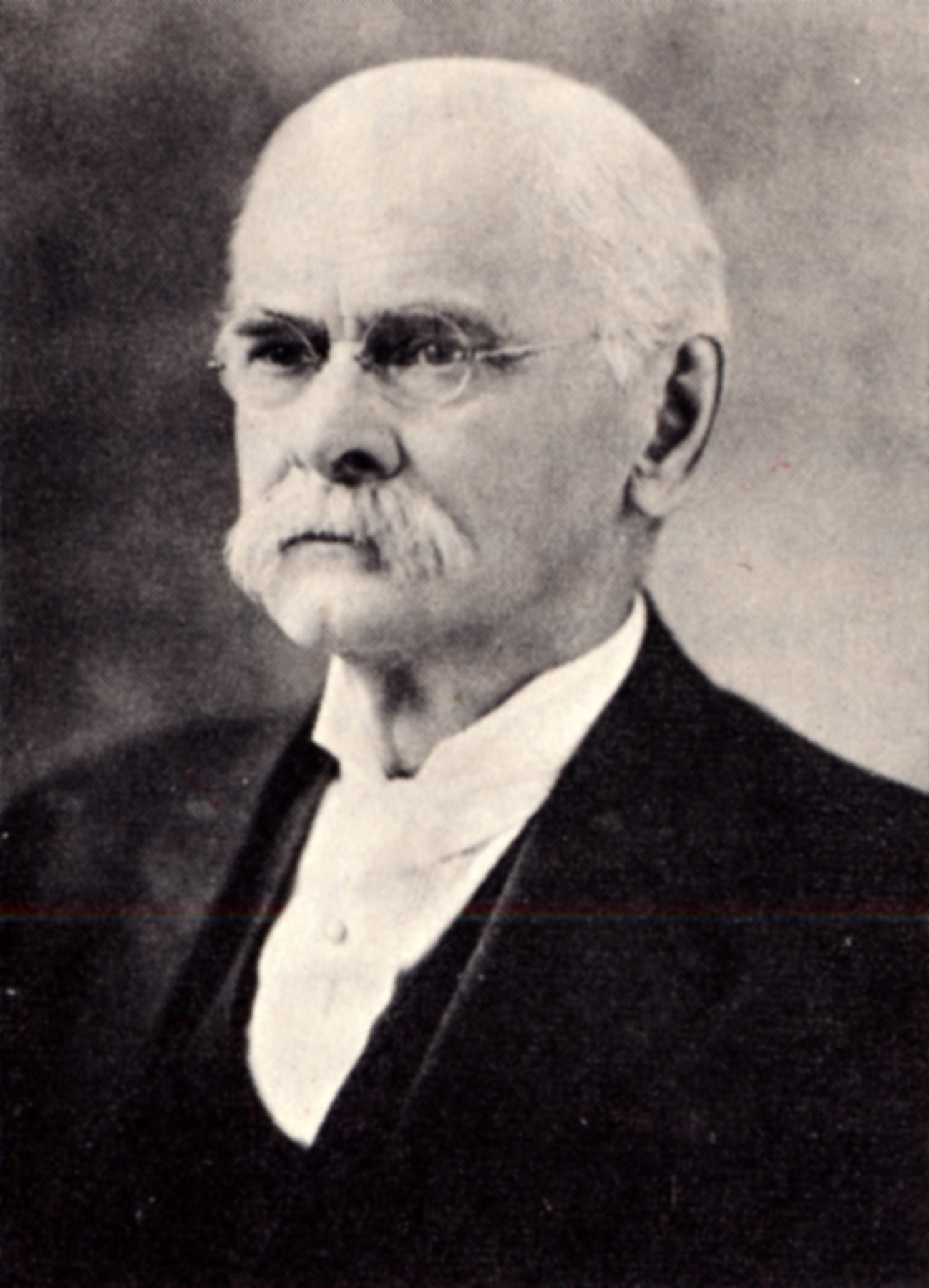
Вид Idiogramma comstockii был назван в честь Джона Комстока.

Idiogramma comstockii (лат. ) — вид наездников рода Idiogramma из семейства Ichneumonidae (подсемейство Tryphoninae). Эндемик Северной Америки, названный в честь профессора Джона Комстока.

## Распространение
Северная Америка: Канада, Мексика, США.

## Описание
Мелкие перепончатокрылые наездники, длина тела менее 5 мм. Основная окраска буровато-чёрная с жёлтыми отметинами. От близкого вида Idiogramma elbakyanae отличается следующими признаками: яйцеклад укороченный (длина концевых ножен яйцеклада равна 2,4 длины задней голени, а не 4,2 как у другого вида); лоб с глубоким срединным углублением сразу сзади переднего глазка; мандибулы не суживаются к вершине, а одинаково широки, как базально, так и апикально. 
Предположительно, как и близкие виды, является паразитоидом личинок вредителей сельскохозяйственных и лесных культур пилильщиков рода Xyela. Вид был впервые описан в 1895 года американским гименоптерологом Уильямом Эшмидом (1855—1908) под первоначальным названием Lysiognatha comstockii Ashmead, 1895 и назван в честь известного американского энтомолога профессора Джона Комстока; 1849–1931).